# 华国锋
华国锋（1921年2月16日—2008年8月20日），原名苏铸，字成九，山西交城人，中国共产党和中华人民共和国政治人物，正国级领导人。他在周恩来和毛泽东逝世后，先后继承两人的职务，是至今唯一一位同时出任中国共产党中央委员会、中央人民政府（国务院）、中央军事委员会党政军三大最高领导职务的领导人。
华国锋早年曾参加抗日战争，并任中共交城县、阳曲县委书记等。中华人民共和国成立后，他先后担任中共湖南湘阴县、湘潭县委书记。文化大革命初期受到短暂冲击，后被“三结合”进湖南省革委会，担任中共湖南省委书记。1969年参加中共九大，成为主席团成员，并被选为第九届中央委员会委员。1970年晋升成为湖南省委第一书记、湖南省革委会主任，经毛泽东提名兼任广州军区政委与湖南省军区第一书记、第一政委。1971年3月经毛泽东提名进入中央，10月3日增补为国务院业务组成员并任副组长，分管农业、财贸。1972年3月经毛泽东提名，接任谢富治成为公安部部长。1973年8月在中共十大上被选为第十届中央委员、第十届中央政治局委员。1975年第四届全国人大后成为国务院常务副总理。周恩来去世后，於1976年2月被毛泽东任命为国务院代总理，4月经天安门事件，被毛泽东正式任命为中共中央第一副主席、国务院总理，成为其“接班人”。
毛泽东逝世后，华国锋与叶剑英、李先念、汪东兴等人合作于10月6日粉碎了四人帮，并于当晚召开的政治局紧急会议上被选为中共中央主席和中央军委主席，成为最高领导人，事实上结束了中国的“文化大革命”。1976年至1978年間，他担任中国共产党中央委员会主席、中华人民共和国国务院总理、中国共产党中央军事委员会主席；也曾经担任国务院副总理和公安部部长，中国共产党中央委员会副主席、中央政治局委员、常委。华国锋在拨乱反正时期维持了毛泽东生前的一些政治路线，并被普遍认为於1977年提出“两个凡是”原則，与希望改革开放的邓小平在政治路线上相左。经历1978年間的「真理标准大讨论」，「兩個凡是」原則遭到否定，而华国锋的领导核心地位亦自1978年12月中共十一届三中全会以後被邓小平事实上取代；1981年6月，他在中共十一届六中全会上正式辞去中共中央主席、中共中央军委主席職務。晚年的華國鋒少問政事，2008年逝世於北京，終年87歲。
以往輿論多肯定華國鋒領導「粉碎四人幫」的關鍵作用，而批評其主政期間「兩個凡是」的路線錯誤。1981年中共中央《关于建国以来党的若干历史问题的决议》，對其評價趨於負面。近年來，華國鋒的地位有所回升，中共中央及各界均曾為之組織紀念活動。

## 生平

### 早年革命时期

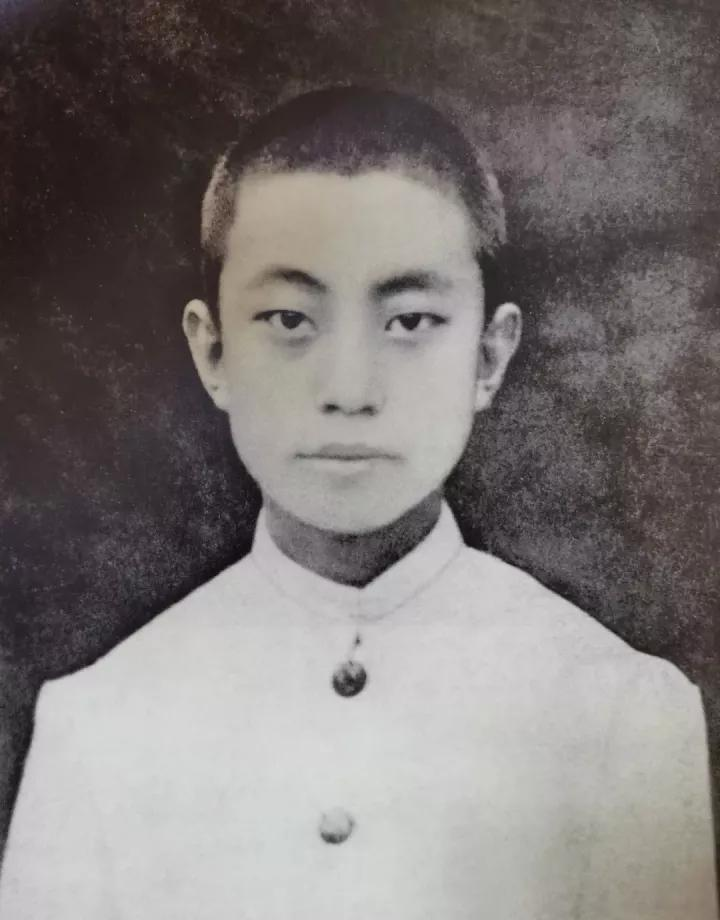
14岁的华国锋（摄于1935年）

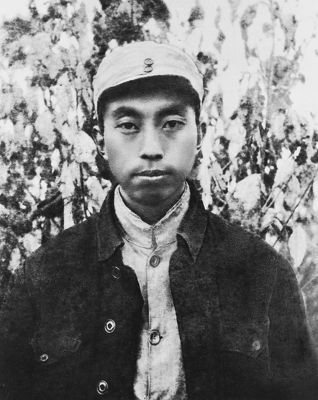
1941年，华国锋在军中

民国十年正月初九（1921年2月16日），华国锋出生于山西省交城县南关街（今交城县天宁镇永宁南路46号）的一个商人家庭，祖籍河南省范县苏家堡。父亲苏庆惠、母亲王二女。苏铸是家中第四子，亦是最年幼的儿子。1928年，父亲苏庆惠去世，苏铸和三哥由母亲王二女抚养长大。同年，入读交城县南关小学。1935年，就学交城县商业职业学校:108-109。
1938年，苏铸投身抗日战争，参加交城县牺牲同盟抗日游击队，取意“中华抗日救国先锋队”而改名“华国锋”，并于同年10月由李伯林介绍加入中国共产党。1939年，18岁的华国锋担任抗日根据地晋绥边区第八专区汾阳县牺盟会特派员，在汾阳的峪道河、开恒庄、鳖坡一带，开展抗日游击工作:110。1940年初，华国锋担任在交城县工、农、青、妇、武各界抗日救国联合会主任，随后任中共交城县县委书记兼县武装大队政治委员。1945年，改任了中共阳曲县委书记、县武装大队政委。
1949年1月，他担任中共晋中第一地区委员会宣传部长，并在此时与韩芝俊结婚:110。1949年2月，中共中央华北局依照中共中央布署，以晋中区党委为主，组建晋中南下工作团，抽调干部随军南下接收南方城乡，成建制地组建地方政权。华国锋和张国权领导晋中南下工作团第一大队第五中队，华国锋任命为中共湘阴县委书记、张国权任命为湘阴县县长。8月2日，华国锋和张国权率领晋中南下工作团五中队抵达湘阴县。8月3日，张国权主持，华国锋讲话，宣布成立湘阴县人民政府。8月4日，成立中国共产党湘阴县委员会。除湘阴县委书记一职外，华国锋同时担任县武装大队政治委员:111。

### 中华人民共和国建立初期

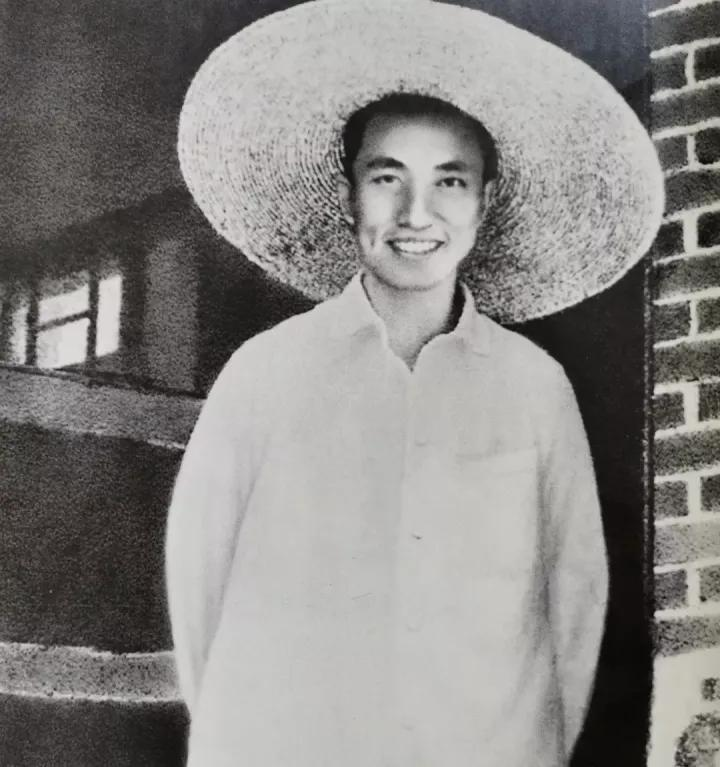
1951年夏季在农村调研的华国锋

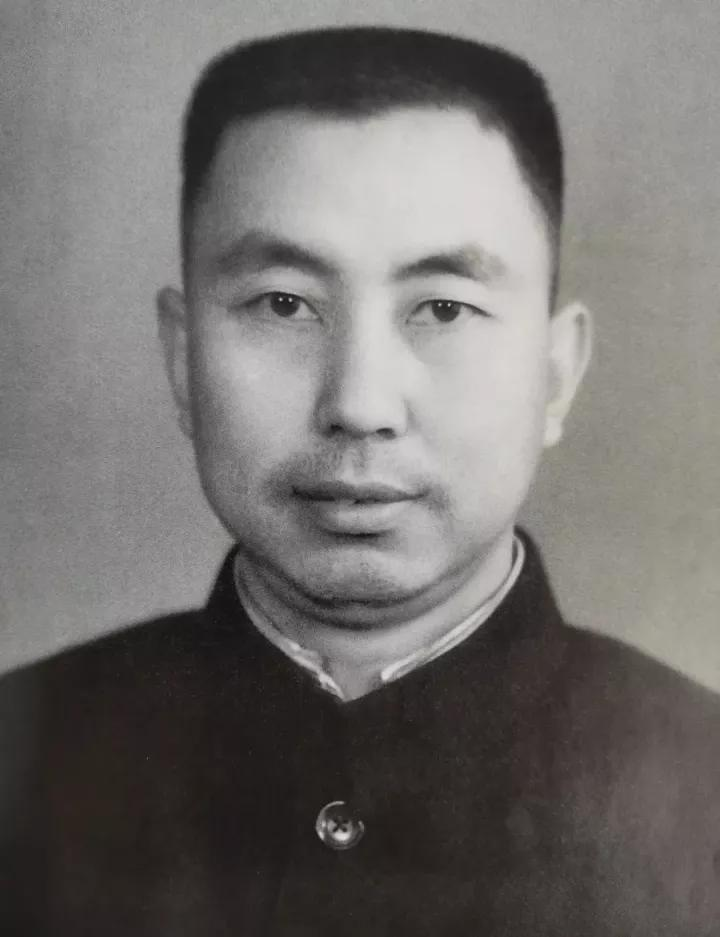
1957年的华国锋

1951年6月，华国锋任中共湘潭县委书记，因为湘潭是毛泽东的故乡，这一调动直接影响到华国锋的仕途和后续政治生涯:113。上任后的他着手改善当地交通；1952年8月，他升任中共湘潭地委副书记兼专署专员，并组建韶山农村互助组。1954年2月，成立合作社。同年11月，他担任中共湘潭地委书记，兼任湘潭军分区第一政委:115。1955年6月，毛泽东乘火车到达湖南，华国锋在长沙见到毛泽东，衣着纯朴、面相忠厚的华国锋给毛泽东留下良好印象:116。
当时毛泽东急于推广农业生产合作社，而在中央受到了邓子恢等人反对；1955年10月，中共中央召开各省市区党委书记和地委书记参加的中央会议，毛泽东希望通过此会讨论合作社问题:120。首次参加中共中央会议的华国锋，在会上介绍了湘潭的农村合作社经验，他撰写的《克服右倾思想，积极迎接农业合作化运动高潮的到来》、《充分研究农村各阶层的动态》、《在合作化运动中必须坚决依靠贫农》得到毛泽东赏识:121。
1956年5月，他升任湖南省人民委员会文教办公室主任。次年11月，升任中共湖南省委统战部部长:121。当时湖南正配合中央进行反右派运动，时任湖南第一省委书记的周小舟对此表示“很不理解”，不久借病去山东休养:122；与此同时的华国锋却仍然坚持中共中央的指令，继续推行运动:123。1958年7月，华国锋升任湖南省副省长、中共湖南省委书记处候补书记:124。
1959年的庐山会议直接改变了湖南政局、也直接影响了华国锋。会上因为彭德怀上书批评毛泽东的“三面红旗”，彭与黄克诚、张闻天、周小舟等人被视为“彭德怀反党集团”受到打压:124。周小舟被撤去中共湖南省委第一书记，由张平化接任，华国锋升任湖南省委书记处书记，兼任中共湘潭地委书记。虽然身为湖南省委领导，华国锋仍然坚持坚持下乡蹲点:125，他组织“社会主义教育”，并率团到广东参观学习农业生产经验，这些事情均受到毛泽东赞许。1964年7月1日，他主持韶山毛泽东陈列馆建设，10月1日落成:126。1965年，他还担任总指挥主持修建韶山灌区工程:127。在这期间，他重视湖南经济建设，致力于发展煤炭、钢铁等基础工业，并大力支持袁隆平团队的杂交水稻研究。

### 文化大革命时期

#### 进入中央
1966年5月，中共中央发布五一六通知，开始进行文化大革命。10月，湖南形势开始大乱，省委、省人民政府基本瘫痪。华国锋同其他省委领导人同样受到冲击，并被剥夺权力而“靠边站”了。1967年上半年，在上海“一月风暴”影响下，全国各地掀起夺权风暴。当时在湖南占主导地位的造反派组织“省红联”，即“湖南省红色造反者联合筹备委员会”首先于1967年3月29日草拟了《夺权公告》，将华国锋等5人列为干部中的结合对象，但华国锋对“省红联”的争取并没有给予回应。而当时另一派与“省红联”相对立的“工联”实力大有超过“省红联”之势。“工联”为了主导夺权，于1967年5月将王延年、华国锋等省委领导从省委大院揪出，软禁在长沙汽车电器厂厂内，一方面批斗王、华，一方面由其一号人物胡勇亲自出面要求华国锋表态支持“工联”。华国锋回答：“应该支持造反派，但具体支持哪个造反派组织，得听从组织安排，个人不好随便公开表态。”不论胡勇等人如何劝说和威胁，华国锋皆不为所动。当时任四十七军军长黎原和省军区司令员龙书金到北京向毛泽东汇报湖南的“文革”动态时，毛泽东表态：“湖南有的人就不能打倒，比如华国锋。他就是一个老实人，是一个经得起考验的同志，基层工作经验丰富，有头脑，理论水平也行，这样的人我看还是要结合进去，左中右，我看华国锋还是左派嘛。”在毛泽东关注下，1967年9月5日，湖南省革委会筹备小组成立时，华国锋被指定为副组长，组长为黎原，另一副组长为章伯森。1968年4月6日，湖南省革命委员会正式成立，黎原任主任，华国锋任副主任，主管农业工作:128。华国锋组织新田县和安乡县进行水利改造，并主持韶山革命纪念地扩建。1969年，主持湘区委员会纪念馆:129。
这些事情引起了毛泽东的极大好感，华国锋的名字也因此出现在中共九大的主席团、中共中央委员名单中。1970年，他担任湖南省革委会代主任，并随后被选举为中共湖南省委第一书记:130，成为湖南的第一把手。兼任广州军区政委。1970年12月18日，毛泽东接见美国新闻记者斯诺时，赞赏华国锋道：“湖南省的人物也出来几个了。第一个是湖南省委现任的第一书记华国锋，是老人。”斯诺回国后将此事写入文章并在美国《生活》杂志发表后，华国锋开始受到国外关注:131。
1971年2月全国计划工作会议在京西宾馆召开，周恩来同华国锋谈话：主席提名，调你到国务院业务组任副组长，接替纪登奎负责农业、财贸、值班室等工作。1971年3月3日至28日主持召开全国棉、油、糖会议，为纠正过去片面强调以粮为纲，提出“以粮为纲、全面发展、因地制宜、适当集中”的农业方针，得到周恩来与中央的同意。随后，根据周恩来的指示，华国锋在一个多月时间里走访了全国六省17个县18个公社19个大队。7月底突发阑尾炎在上海华东医院手术住院。
1971年毛泽东秘密访问南方各省，并在武昌提醒华国锋，暗示在中央内部中他与林彪的矛盾:136。1971年9月13日，林彪在出逃苏联时在蒙古坠机身亡。10月3日，经毛泽东同意，中共中央增补华国锋为国务院业务组副组长、成员。1972年1月，華國鋒通过国务院计委与李先念、余秋里联名起草向周恩来上报《关于进口成套化纤、化肥技术设备的报告》，最后形成1973年的“四三方案”。2月起草《关于专案审查对象处理意见的请示报告》和准备释放的专案审查对象名单，3月17日在四届人大常委会二次会议上代表公安部做说明，会议决定对全部在押战犯实行特赦释放，并给予公民权。
1972年3月26日，公安部长谢富治病逝，毛泽东借此提拔华国锋:137，此时王洪文、李德生也陆续进入中央，王、华、李形成新的党、政、军接班人:138。1973年8月30日，在中共十届一中全会上，王洪文和李德生当选中共中央副主席，华国锋当选中共中央政治局委员。同年10月，华国锋兼任公安部部长:139。
进入中央的华国锋言语不多，不露锋芒。在北京，他与四人帮没有瓜葛，也未与周恩来、叶剑英有什么交情，在中央政治局尖锐的斗争中他往往保持中立，只忠于毛泽东:140。1973年底，毛泽东提议调回邓小平，并在次年提议邓担任国务院第一副总理，协助周恩来主持国务院的工作:141。1974年10月，毛泽东离开北京前往长沙，然而中央政治局随后陷入新的对抗，江青为首的四人帮以风庆轮事件与邓小平发生激烈对抗。先是邓小平占领优势，并进而取代李德生担任中共中央副主席、政治局常委，并促使王洪文地位动摇；之后四人帮渐渐得势，发动批邓、反击右倾翻案风运动，促使邓小平再次下野:142。在这样的双方斗争中，始终中立的华国锋逐渐脱颖而出:142。1975年11月20日，根据毛泽东意见，中央政治局开会，讨论对“文化大革命”评价问题，並批评邓小平:281。此后，邓小平被停止大部分工作，毛泽东让他专管外事:282。

#### 接任国务院总理
1976年1月8日9时57分，周恩来与世长辞:282。华国锋、纪登奎、陈锡联三位副总理请求毛泽东指定一人牵头主持国务院，三人辅佐具体工作。1月21日，毛泽东听汇报，提出国务院工作“就请华国鋒带个头”:284。1月28日，毛泽东再次提议华国锋任国务院代总理和主持中央工作:284。2月3日，中共中央发出1976年1号文件，由华国锋任国务院代总理:284。
华国锋就任国务院代总理，主持中央工作以后，首先是按照毛泽东意图，继续“反击右倾翻案风”鬥争:284。同时，势力强大的叶剑英元帅被毛泽东劝去养病。4月4日晚，华国鋒在人民大会堂召集部分在京政治局委员举行紧急会议:289。4月5日晚上10时30分，一万多民兵和警察奉命手持木棍进入广场，驱赶和逮捕滞留在广场之群众:290。在天安門廣場參加悼念周恩來、痛斥「四人幫」活動之群眾遭到殘酷鎮壓:174。
随即，华国锋召集部分中央政治局委员开会，听取北京市委关于当天天安门事件经過情況之汇报，并研究下一步行动计划:290。四人帮攻击邓小平为幕后主使。4月7日，毛泽东听取汇报后认为问题性质变了，据此建议撤銷邓小平一切职务，保留党籍，以观后效:290。当晚，中央政治局开会，宣读并通過中共中央两个决议:290。决议称：“根據偉大領袖毛主席提議，中共中央政治局一致通過，华国锋同志任中國共產黨中央委員會第一副主席、中华人民共和国国务院总理。”:24晚上广播中共中央两个决议后，华国锋正式主持中央日常工作:291，正式確定为毛泽东的接班人:144。4月30日，毛泽东为华国锋亲笔写下“你办事，我放心”。
7月唐山大地震，华国锋亲率代表团赶赴救灾现场。

#### 粉碎“四人帮”
1976年9月9日毛泽东逝世，身为中共中央第一副主席的华国锋成为党内排名第一的领导人，在治丧初期华国锋就计划解决“四人帮”问题:672。9月11日，华国锋向李先念交底，通过李居中联系，与叶剑英取得一致意见。华国锋积极行动，又得到中共中央办公厅主任汪东兴、中央军委负责人陈锡联、北京市委和北京卫戍区负责人吴德等人的支持，在力量对比上完全压倒了“四人帮”。华国锋考虑过开会解决和武力解决两种方式，9月21日与叶剑英密谈后初步确定以後者“隔离审查”的方式强硬解决。9月26日晚，华征求李、吴的意见后一致认为，在政治局会议获得多数票有把握，在中央全会则无把握，通过党内斗争的正常程序已无法顺利拿下“四人帮”，遂决定“先斩后奏”，待果断处置“四人帮”之后再召开政治局会议追认。叶剑英获悉商议结果后表示完全同意:695。这种“半合法”的方式是特殊情况下不得不采取的特殊手段，得到陈云“不可避免”、“下不为例”的表态支持。汪东兴负责抓捕行动，10月4日确定了具体行动计划:697-698。10月6日，抓捕行动按计划展开，华国锋以讨论《毛泽东选集第五卷》的名义，召集王洪文、张春桥、姚文元在怀仁堂开会，晚8时左右，三人先后抵达，即由华、叶、汪宣布对其“隔离审查”，几乎同时，江青、毛远新分别在住处被宣布“隔离审查”和“就地监护”，谢静宜、迟群等“四人帮”党羽在北京市委被控制。10月6日10时许，华国锋在北京西郊玉泉山9号楼（叶剑英住处）主持召开中央政治局紧急会议:301。在会上宣布粉碎“四人帮”是毛泽东的遗愿、“四人帮”被抓是文化大革命的胜利:146。政治局会议一致同意推选华国锋为中央委员会主席和中央军委主席，待召开中央全会时予以追认。至此，华国锋成为了中国的最高领导人。
解决“四人帮”后，华国锋派耿飚等人连夜控制了中央人民广播电台和人民日报社等机关。随后，华国锋又派中央工作组控制了“四人帮”的根据地上海，消除了“四人帮”余党发动民兵叛乱的隐患。10月14日，中央公布了粉碎四人帮的消息，全国歡聲沸腾，毛泽东去世之后的沉闷局面一扫而空。
10月24日，在大海航行靠舵手的背景音乐下，华国锋首次在天安门城楼亮相，接见了百万群众庆祝粉碎四人帮游行，被称为“英明领袖”。

### 最高领导人时期

#### 繼承毛澤東地位
1976年10月6日，在逮捕四人帮当晚的中央政治局紧急会议上，华国锋临危受命被一致推举为中央主席与中央军委主席，连同1976年以来一直担任的国务院总理于一身，成为中华人民共和国历史上唯一一位兼任党政军一把手的领导人（国家主席职务已废除）。
1977年7月，中共十届三中全会召开，华国锋被追认为党的中央主席、军委主席，邓小平与叶剑英担任副主席，并决定提前召开第十一次全国代表大会。
1977年8月，第十一次全国代表大会召开，华国锋再次当选为中共中央主席、中央军委主席。:27-28。在这次会议上，华国锋宣布“文化大革命”胜利结束:201，并指出各地要根据情况，在1977年内或稍长时间内分批基本查清四人帮影响。要抓纲治国，为在本世纪内把我国建设成为伟大的社会主义的现代化强国而奋斗。

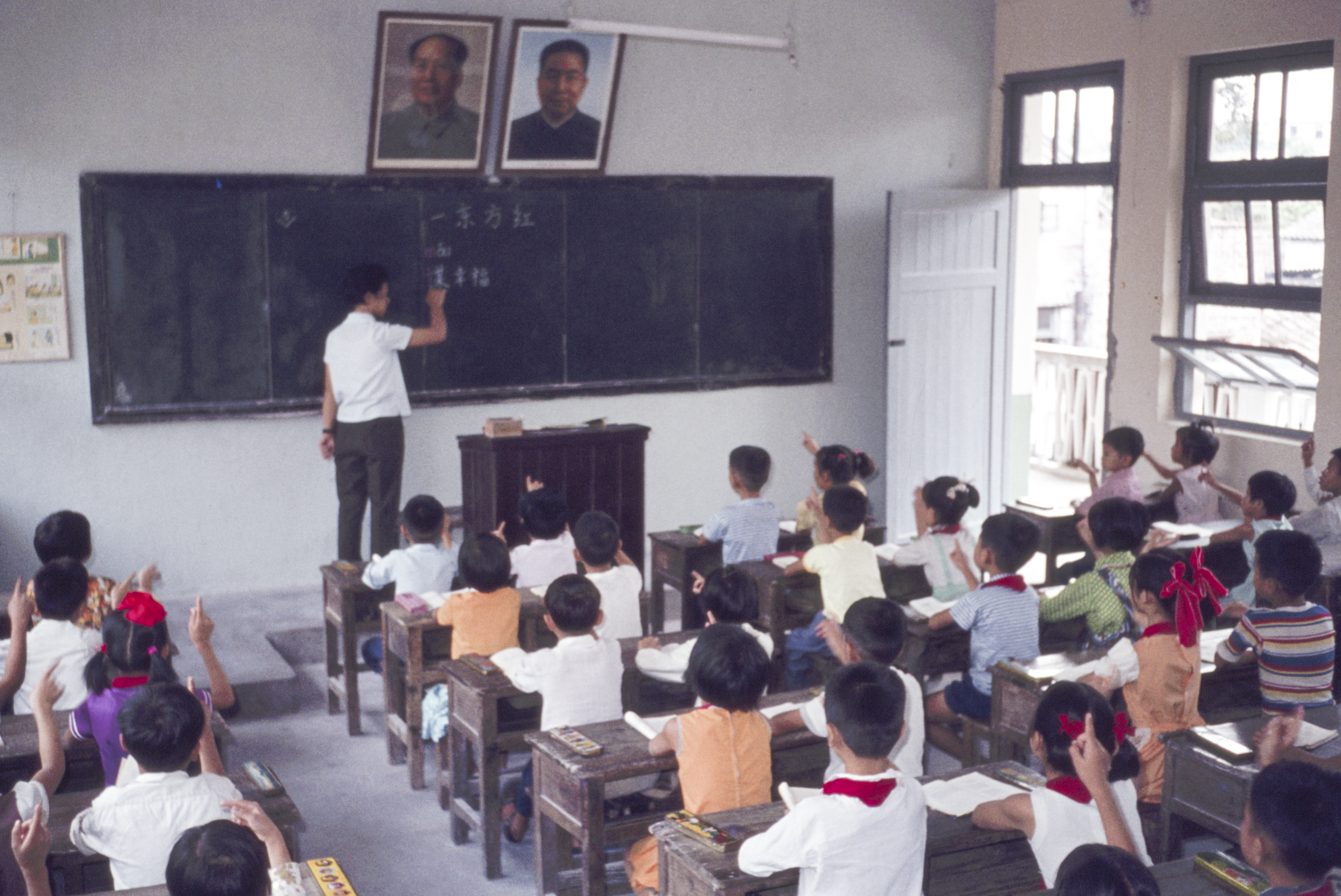
1978年上海市某小学，可见背景的毛泽东和华国锋像

粉碎四人帮后，华国锋在民间受到了普遍的拥戴，一方面文革形成的政策惯性也继续延续，对华国锋的个人崇拜开始形成：华国锋的画像与毛泽东并列悬挂，并享有级别不吝于毛泽东一样的拥戴。此前毛泽东在人民大会堂出席会议出场时会演奏《东方红》，而在华国锋执政初期则转而演奏《歌唱华主席》。而歌颂华国锋的歌曲《交城山》也同《东方红》一并播送，一时间全国把他视为了“伟大领袖”的化身:42。在各大媒体上，以“英明领袖”作为他的代称。华国锋并未对这种风气予以及时制止，这在日后成为了他在党内遭到攻击的把柄之一。
华国锋在延续了毛泽东的个人崇拜的同时，策略性地继承毛泽东的思想路线，维护毛泽东的权威以稳定民心。拥戴毛泽东成为华国锋执政的主要合法性来源。1976年10月8日，华国锋主持修建了毛主席纪念堂，永远保留遗体供后人瞻仰:37。1977年3月，华国锋主持下的中共中央出版《毛泽东选集》第五卷，並準備籌備出版《毛泽东全集》（未出版）。
政治上，华国锋表面上坚持毛泽东生前提出的“无产阶级专政下继续革命的理论”，在各个领域维护毛泽东的权威:187，提出“抓纲治国”的治国方略。实际上，这里的“纲”不再是毛泽东时代宽泛的“阶级斗争”，而是特指揭批“四人帮”。1976年10月26日，在逮捕“四人帮”的当月，华国锋即在中央宣传口会议上明确强调了要“促生产”，力抓经济。经济上，华国锋一面延续了“工业学大庆”与“农业学大寨”的文革路线，继续以大寨、大庆作为农、工业发展的模范，一面积极推动引进外国的资金、设备与技术发展经济，同时亲自出国考察，并大规模派遣干部前往西欧、东欧等国学习先进经验。

#### “两个凡是”原則
“两个凡是”是華國鋒主政期間的主要指導思想。严格意义上的“两个凡是”一共有三个版本。
1977年1月，周恩来逝世一周年之际，天安门广场出现了大量纪念周恩来的花圈、诗词、标语等，很多内容涉及到天安门事件与邓小平，表达了对高层的不满。1月6日，中共中央召开政治局会议讨论邓小平复出、天安门事件以及建国前17年（即文革前17年）的问题等。1月7日，汪东兴指示中央理论学习组负责人李鑫组织编写社论，转移舆论注意力。1月14日，汪东兴又要求李鑫转而先起草华国锋关于天安门事件与邓小平问题的讲话。1月21日，李鑫主持编写的第二稿中出现了“凡是毛主席作出的决策，都必须维护，不能违反；凡是有损毛主席形象的言行，都必须制止，不能容忍。”这是首次提出“两个凡是”，即“两个凡是”的第一个版本。李鑫在解释提出“两个凡是”的原因中提到：
|  | 在起草过程中最难处理的就是在当时的情况下，要稳定局势，就要高举毛主席的旗帜，不能讲毛主席有错误，不能提 ‘批邓、反击右倾翻案风’是错误的；同时，又要讲请小平同志出来工作是正确的必需的。这样起草工作就十分为难，怎么说也说不圆满。由于我强调了高举毛主席的旗帜，稳定局势，在讲话提纲第二稿中出现了 ‘两个凡是’的提法。 |

这反映了 “两个凡是”最初是有着特定的指向，针对的是当时有关邓小平复出和天安门事件平反的社会舆论，而不是邓小平复出本身。
1977年1月下旬，原定的会议遭到取消。2月3日，李鑫传达汪东兴指示，讲话推迟，先发表社论。李鑫对第二稿中的“两个凡是”稍作修改，后半句成为了“凡是毛主席的指示，我们都始终不渝地遵循”。2月5日，李鑫将定稿报送汪东兴，得到认可。汪批示：“可以发两报一刊社论，清耿飙、朱穆之、李鑫、华楠、王殊同志阅办。”然而最终不知为何，只有李鑫在批件上画圈，并没有听取其他人意见。李鑫后来检讨，是他没有同宣传口和两报一刊的负责人商量直接上报了汪东兴。华国锋后来回忆，这篇社论曾经政治局讨论和传阅同意。不管是否经过了宣传口，社论稿是中央高层集体审定的。2月6日晚，中央人民广播电台全文播发了这篇社论《学好文件抓住纲》。第二天人民日报刊出，即“二七社论”。社论末尾提到：“凡是毛主席作出的决策，我们都坚决维护；凡是毛主席的指示，我们都始终不渝地遵循。”这是“两个凡是”的第二个版本，也是最“经典”的版本。
1977年3月10日，中共中央工作会议召开，华国锋传达了关于恢复邓小平工作的决定。3月14日，华国锋在讲话中提到：“在揭批‘四人帮’的斗争中，一定要注意，凡是毛主席作出的决策，都必须维护；凡是损害毛主席形象的言行，都必须制止。毛主席这面伟大旗帜，一定要高高举起，不能丢掉。”这是第三次提到“两个凡是”，也是第三个版本。基本采用了初稿的说法，删除了“不能违反”和“不能容忍”两个词组，使得语气有所减轻。同样，这一讲话稿也得到了政治局的讨论和传阅同意。
中共中央工作会议后，邓小平于4月10日致信华国锋、叶剑英和中央，强调：“我们必须世世代代地高举和捍卫这面光辉伟大的旗帜，我们必须世世代代用准确的完整的毛泽东思想来指导我们全党全军和全国人民”。邓小平后来提到这是他针对“两个凡是”作的批评。
事实上，华国锋同样很早就意识到“两个凡是”过于绝对，1977年4月以后华国锋便再未提过“两个凡是”，而党内文件、国内媒体也一律不再出现“两个凡是”，主观上有着特定指向的“两个凡是”便到此终结。1977年8月，中共十一大召开，华国锋在政治报告中采用邓小平的提法，第一次在发言中提到“完整地、准确地领会和掌握毛泽东思想的体系”，此后“完整地、准确地领会和掌握毛泽东思想的体系”便成为了全党的正式语言。
1978年12月13日，华国锋在中央工作会议的闭幕会上就“两个凡是”问题做自我批评，宣布会后将召开十一届三中全会。华国锋在会上承认：
|  | （两个凡是）在不同程度上束缚了大家的思想，不利于实事求是地落实党的政策，不利于活跃党内的思想。我的讲话和那篇社论，虽然分别经过政治局讨论和传阅同意，但责任应该主要由我承担。在这个问题上，我应该做自我批评，也欢迎同志们批评。 |

#### 恢复邓小平职务
1976年10月，在逮捕“四人帮”当月的政治局会议上，华国锋宣布了三条原则：一是请邓小平出来工作；二是要在中央会议上堂堂正正地出来；三是要为邓小平出来工作做好群众工作。会后，李先念、陈锡联、吴德一起去北京西山看望邓小平，表达中央请他出来工作的愿望。12月14日，中央决定恢复邓小平查看中央文件的权力。12月16日，华国锋亲自批示为邓小平进行前列腺炎手术治疗。邓在住院期间，华国锋、叶剑英、李先念和汪东兴亲自向邓小平面陈，介绍粉碎“四人帮”情况。
1977年1月6日，华国锋在政治局会议上谈到解决邓小平问题要“瓜熟蒂落，水到渠成”：
|  | “现在有人不主张这样搞，主张打倒‘四人帮’后，小平马上就要出来工作。如果一打倒“四人帮”，邓小平就要马上出来工作，可能要上“四人帮”一个大当……如果急急忙忙提出要邓小平出来工作，那么四号、五号文件，毛主席处理的这些问题，还算不算数？这样人家会不会说是为邓小平翻案？是不是不继承毛主席的遗志？ |

1977年3月14日，华国锋在中央工作会议明确告诉与会者，中央认为邓小平同志的问题应当有步骤地解决，要有一个过程。“中央政治局的意见是，经过十届三中全会和党的第十一次代表大会，正式作出决定，让邓小平同志出来工作，这样比较适当。”5月3日，中共中央向全党转发邓小平的两封信，向全党“打招呼”，7月，邓小平在中共十届三中全会恢复所有职务，正式复出。

#### 推動經濟轉型
1976年9月，毛泽东逝世。1976年10月，“四人帮”遭到逮捕，自此中国便开始转型。尽管华国锋在政治表述上仍未放弃“以阶级斗争为纲”，但政治实践已经开始发生变化，党的关注重心开始转向“四个现代化”。10月26日，华国锋在中央宣传会议中强调“过去四人帮谁说抓生产，他们就说‘唯生产力论’……我们现在要好好‘抓革命，促生产’。”11月1日开始，人民日报报头的毛主席语录开始大规模引用毛泽东关于经济的指示，如“抓革命，促生产，促工作，促战备”（后面逐渐隐去后两句）、“农业学大寨，工业学大庆”、“鼓足干劲，力争上游，多快好省建设社会主义”等。华国锋借助毛泽东过去的发言“把国民经济搞上去”、“抓革命，促生产”作为其着手恢复经济的依据。
1976年12月10日，华国锋指示在京召开第二次全国农业学大寨会议，这是“文革”后的第一次全国性会议，主题是恢复和发展农业。华国锋在会上否定四人帮对“唯生产力论”的批判，正面肯定发展生产力：
|  | 革命就是解放生产力。粉碎“四人帮”这场大革命，清除了破坏生产力、阻碍生产力发展的大祸害，被“四人帮”长期压抑的广大工农群众的革命生产积极性迸发出来，我国国民经济的迅速发展大有希望了。 |

1977年3月，全国计划工作会议召开，会议肯定了1975年整顿，进一步鼓励全党放开手脚，抓经济工作。同年8月，党的十一大宣布“文革”结束，重申“四个现代化”的任务。为实现四个现代化，中央于1977年编制经济十年规划。1978年2月，《1976至1985年发展国民经济十年规划纲要 （草案）》经党的十一届二中全会讨论通过，随后提交五届人大一次会议讨论通过。1978年11月10日至12月15日，中央工作会议召开，在开幕式上华国锋宣布：“及时地、果断地结束全国范围的大规模的揭批‘四人帮’的群众运动，把全党工作的着重点转移到社会主义现代化建设上来”。12月18日至22日，十一届三中全会召开，正式确认了党的工作重心的转移。
粉碎“四人帮”后，中国经济情况十分严峻：农业发展水平低下；工业技术水平与设备落后；产业结构畸形；管理方式落后，等等。面临这种情况，以华国锋为首的决策层普遍有一种把耽误的时间抢回来的急切心情。中央决定实施大规模的引进政策，利用国外的技术、设备来恢复中国经济。
1977年7月，国家计委为解决工业生产困难，提出扩大进口成套装备、单机和技术专利，总额为65亿美元。7月26日，政治局听取国家计委汇报，邓小平在会上提议扩大到100亿美元，多出口石油、煤炭和轻工产品，换取外汇来增加设备和技术引进。华国锋表示赞成。1978年4月19日，政治局听取国家计委等五部委关于发展对外贸易、增加外汇收入的汇报。华国锋强调要解放思想：
|  | 我们要经过23年实现四个现代化，就要真正动脑筋，想办法，争速度，这里就有一个引进的问题。太急了不行，慢腾腾也不行。我同意小平、先念同志的意见，思想要解放一点，胆子再大一点，放手一点。 |

7月11日，国家计委副主任李人俊在国务院务虚会上汇报国家计委关于引进新技术的计划。华国锋对此予以肯定：
|  | 关于引进国外新技术，原来我们提了一个65亿美元的引进方案，以后看到形势发展好，认为可以多搞一些，提高到180亿美元。现在提出“思想再解放一点，胆子再大一点，办法再多一点，步子再快一点”，这也是合乎认识规律的。 |

中央决定由李先念、余秋里负责修订1975年整顿时制定的十年规划纲要，指定八年引进新技术和进口设备的规划及23年的设想。其中提出到1985年要达到钢产量6,000万吨、粮食8,000亿斤的高指标，要建设120个大型项目，其中包括10个钢铁基地、9大有色金属基地、10大煤炭基地、10大油气田、30个大电站、6条铁路新干线、5个重港口等过高计划。1978年2月，《1976至1985年发展国民经济十年规划纲要 （草案）》经党的十一届二中全会讨论通过，随后提交五届人大一次会议讨论通过。这次的高速度计划很大程度基于大规模引进的可能性，与过去的“大跃进”等运动有很大差异。中央领导人以华国锋为首，叶剑英、邓小平、李先念普遍存在着一种莫失良机的心情。1978年6月下旬，在听取谷牧访问欧洲5国的汇报后，叶剑英、聂荣臻、李先念都表示到了下决心采取措施实行的时候了。华国锋说：“原来认为23年很快就过去了，一考察，日本搞现代化只有十三年，德国、丹麦也是十几年，我们可以赶上去”。
华国锋在國外技術引进问题上的积极态度在日后被攻击为搞“洋冒进”，他的经济政策后来被邓小平批评为“重复1958年的冒进错误”。然而，当初积极推动引进规模扩张的并非华国锋一人，邓小平在当中也起到了重要的推动作用，因此邓小平后来又改口：“不要再提‘洋跃进’了，与1958年的‘大跃进’不是一码事”。

#### 对外交流

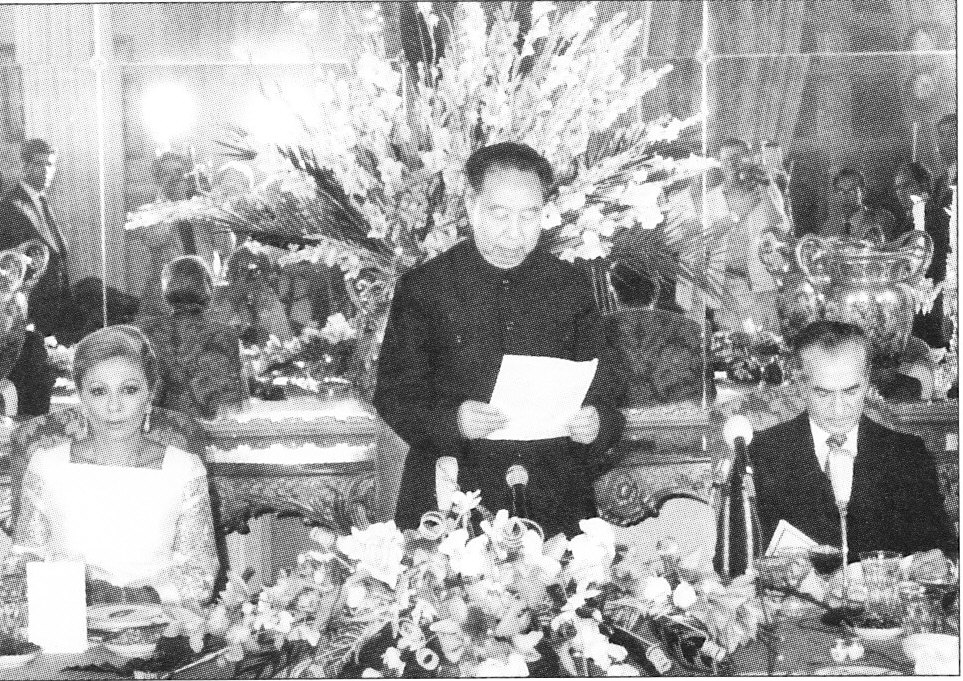
1978年华国锋访问伊朗期间，巴列维国王为其举行欢迎宴会

外交上，华国锋打破过去的保守思维，于1977年邀请南斯拉夫总统、南共联盟总书记铁托访华。反对南斯拉夫的“现代修正主义”过去是毛泽东亲自领导的，1958年，中国共产党率先中断同南共联盟的关系，因此党内对此纷纷存在疑虑。而1977年8月铁托的访问获得极大成功，1978年6月中南两党正式恢复关系，南共联盟也成为第一个与中国共产党恢复关系的“修正主义政党”，华国锋亦于1978年8月21日回访南斯拉夫，实现中国共产党和中华人民共和国最高领导人对南斯拉夫的首次访问。铁托逝世后，华国锋于1980年5月6日亲自率团赴南斯拉夫出席铁托葬礼。

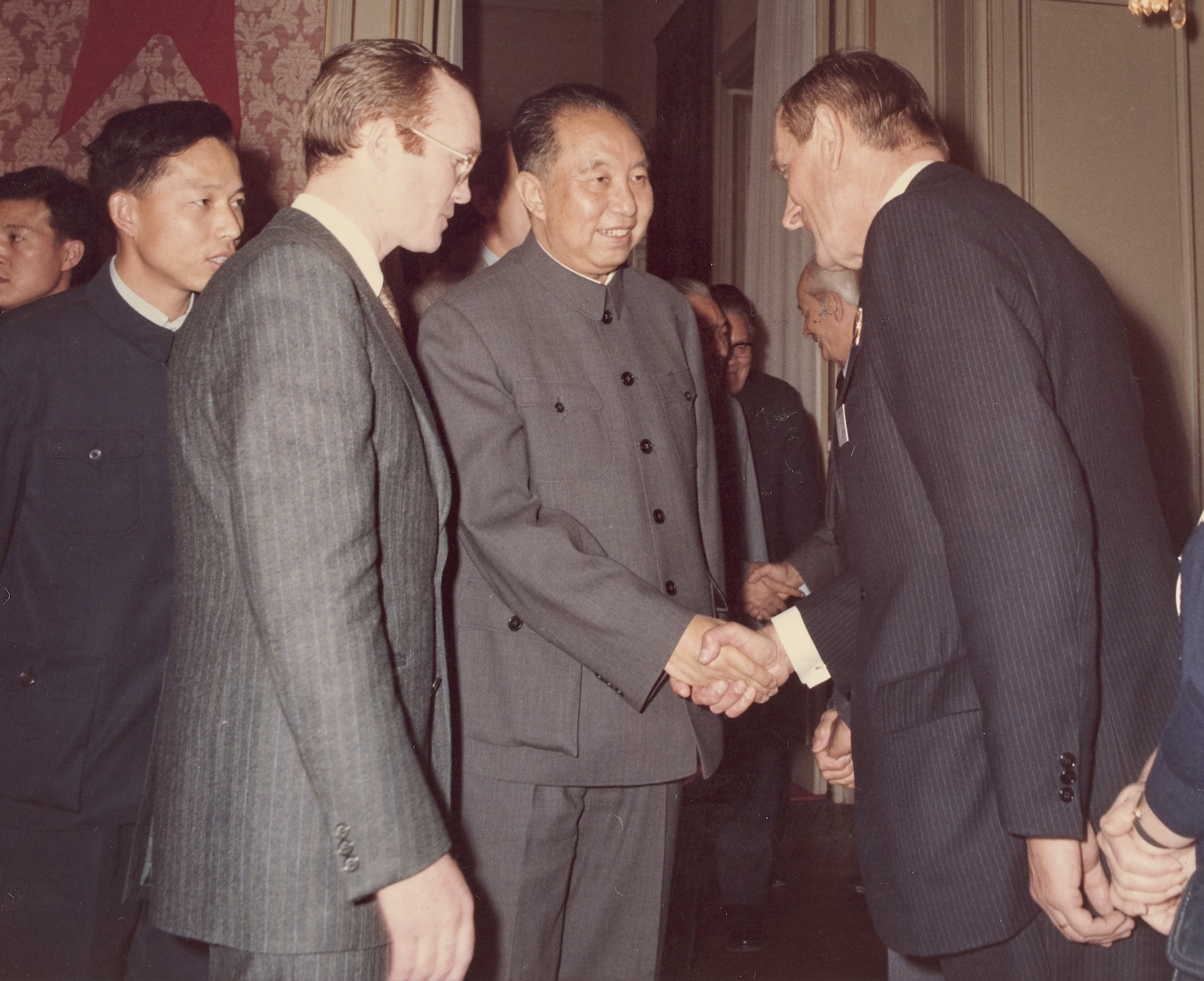
1979年4月，华国锋访问法国布列塔尼大區首府雷恩

华国锋积极发展与美国、红色高棉、罗马尼亚、南斯拉夫、的关系，继续敌视苏联，奉行“三个世界”的外交路线。华国锋时期，中国与越南和阿尔巴尼亚开始交恶。期间华国锋访问了英国、法国、意大利、西德、日本、南斯拉夫、罗马尼亚和伊朗等国，华国锋也成为伊朗巴列维国王在1979年被推翻前接见的最后几名外国领导人之一，巴列维在与华国锋单独会谈时更表示自己的前途是个“未知数”，导致伊朗公众认为华国锋此访是在给岌岌可危的巴列维政权“打气”，伊斯兰革命后的中伊关系因此一度冷淡，直至1984年中国外交部长吴学谦访问伊朗才冰释前嫌。
面对中国贫穷落后的局面，华国锋一方面主导扩大引进外國技術，另一方面积极推动高层干部的出国考察。华国锋认为打开国门，开拓眼界，学习外国的先进经验十分重要。1975年，华在国务院副总理任上分管科技工作时便感叹“科技人员不敢看外国书，思想有顾虑”。1977年初，时任第一机械工业部党的核心小组成员兼农机局局长项南向华国锋汇报考察美国农业机械化的情况，并放映拍摄的纪录片，韩丁一人种1,600多亩地、一年生产150万斤粮食的事实给华国锋留下深刻印象。
1977年底，中国派出一些代表团出国出境考察，比较重要的有：谷牧率领的中国政府代表团访问法国、瑞士、比利时、丹麦、联邦德国，林乎加率领的经济代表团访问日本，段云率领的经济贸易考察组考察港澳，李一氓率领的中国共产党工作者访问团访问罗马尼亚、南斯拉夫。华国锋认为：
|  | 我们搞四个现代化，要坚持独立自主、自力更生，同时学习外国的先进经验。要学习外国，就得出去考察了解……出去考察一下，看来很需要，可以解放思想，看看国外有什么好东西，看看资本主义的弱点，联系自己作为借鉴。 |

针对当时干部普遍思想保守的现状，华国锋感慨道：
|  | 现在有个问题，高干思想跟不上，怎么办？多出国，多考察……我们是坐井观天，夜郎自大。中国不仅是毛泽东思想的故乡，也是夜郎自大的故乡。 |

在华国锋、邓小平和其他高层的推动下，政府部门、高等院校、科研机构纷纷组团出国考察，1978年掀起中国当代最大一次出国考察潮。1978年8月，华国锋访问罗马尼亚、南斯拉夫。这是中国最高领导人自1957年后首次出国访问。华认为此访开阔了眼界，有助于解放思想，找到了在经济建设方面的差距，要争取时间赶上去。
本人的考察经历与访问团的考察结果深刻刺激到华国锋，中国与发达国家，乃至东欧社会主义国家间的差距促使其思考进行改革。华认为：“考察了这些国家，对我们有启发。外国企业管理确实有好经验值得借鉴。现在我们的上层建筑确实不适应，非改革不可。”“上层建筑，很多东西要改进。我们出个国，办手续，快者三个月，慢者半年。这样的上层建筑不适应，要大胆改革。”但是国人尤其是干部却存在“固步自封，夜郎自大”的心理，华指出：“这不是个别现象、局部现象，是带普遍性的。这样能加快速度？”华认为“问题是我们的指导思想落后”，“有个思想束缚”，所以才要“思想再解放一点”。
基于以上认识，华主张改善行政效率，在企业管理、分配制度等领域进行改革。他主张精简行政和管理人员，对企业干部实行考核，在企业里实行政治挂帅和奖励相结合的分配制度。华国锋还指出了过分集中的问题，“要警惕我们的部片面强调集中统一，各部什么事都想抓在自己手里，都想自己管”，他要求“要发挥（中央和地方）两个积极性”。此外，他还强调“资本主义的意识形态不能学，他们的技术、管理方面好的经验可以学，洋为中用嘛！”因此“要按经济规律办事，计划为主，也要利用价值法则”“要利用价值法则，加快资金周转”。。
以上结果直接促使华国锋推动召开国务院务虚会。1978年7月至9月，华国锋作为国务院总理主持召开国务院务虚会，主题为研究加快我国四个现代化的速度问题，讨论了引进、改革和计划等问题。华国锋在会上再次强调“四个一点”，即“思想再解放一点，胆子再大一点，办法再多一点，步子再快一点”，鼓励与会者畅所欲言。这也是党首次正视经济发展中体制的问题，开始重视改革。这场国务院务虚会一扫“文革”后的阴霾，会议的自由气氛也直接影响到了随后召开的中央工作会议、十一届三中全会以及1979年初召开的理论工作务虚会。
1979年6月18日在第五届全国人民代表大会第二次会议上，华国锋作为总理在政府报告中强调：
|  | 我国的经济管理体制和企业管理体制都存在着明显的缺陷，严重地妨碍着职工、企业、地方、中央部门积极性的发挥，妨碍着劳动力、设备、流动资金的使用效率的提高。……我们讲改革，就是要对现行经济管理体制坚决地有步骤地实行全面改革。 |

华国锋强调：要扩大各行业企业单位的自主权，按照社会需要自主安排生产经营活动；纠正平均主义倾向，落实按劳分配；有计划地成立各种企业性的专业公司或联合公司，改变过去效率低下的“大而全”情况；逐步改变臃肿、重叠、效率低下的行政管理机构管理经济的落后情况；在中央集中统一领导下，扩大地方权限，使地方得以因地制宜发展国民经济。
1980年8月30日至9月10日，第五届全国人大第三次会议在北京举行，华国锋辞去国务院总理职务，对此他作出如下说明：
|  | 为了吸取历史教训，避免权力过分集中和兼职过多，为了把党的工作和政府的工作切实地明确地分开……使国务院以下各级政府能够建立起从上到下的完善有效的工作系统。根据以上的原则，我向中共中央提出并经中共中央决定，我不再兼任国务院总理。……这次国务院领导成员的调整，是改革我国的政府领导制度的一个良好开端。我们相信，通过这次调整，必将有助于加强和改善政府的领导，提高政府的工作质量和工作效率，促进现代化建设的发展。 |

9月7日，华国锋在会上发言指出“我们的经济管理体制所存在的缺陷和弊端，主要表现为权力过于集中”，不承认企业活动必要的独立性，中央和地方都滥用职权进行干预；管理中党政不分，政企不分，使企业难以建立独立的管理系统；不承认工会组织应有的独立性和权利；不重用技术人才，致使瞎指挥盛行。针对以上问题，他提出：
|  | 我们经济管理体制改革的总方向，是改变过于集中的国家（包括中央和地方）管理体制，扩大企业的自主权和企业职工参加管理的权力；把单一的计划调节，改为计划调节与市场调节相结合；把主要依靠行政组织、行政办法管理经济，改为主要依靠经济组织、经济办法和法律办法管理经济。一年多来的改革只是沿着上述方向迈出了一小步。 |

在政治改革方面，他表示“要克服官僚主义，关键首先在于切实改革国家管理制度、机关工作制度、干部制度和机构组成方面存在的不合理现象”，具体办法是：
|  | 第一，要对企事业单位实行权力下放。要让各个企业、各个事业单位拥有在国家统一领导下真正独立经营和独立活动的必要的自主权。……权力下放一定要同民主管理结合起来。各企业、事业单位要普遍成立职工代表大会或职工代表会议，职工代表大会或职工代表会议有权讨论和决定自己职权范围内的重大问题，有权选举、建议任命和建议罢免本单位的行政领导人员。在日常工作中，凡是同广大职工切身利害有关的问题，一定要取得工会的同意和合作。 第二，要用行政立法来明确规定各个行政机构和各机构内各单位各个人职责范围。 第三，要努力改革干部制度。 第四，要建立和健全检查、监督制度。 |

1978年6月，赴港澳经济考察组提出一个十分新颖的建议：利用宝安（即今深圳）和珠海毗邻香港和澳门的地域特点，把宝安和珠海建成具有相当水平的工农业结合的生产基地和对外加工基地，建成吸引港澳游客的游览区，使其成为新型的边防城市。华国锋非常关注这个动议，他说：“有些意见我很赞成，有些要进一步探讨。比如在宝安、珠海两个县搞出口基地，那里的工资问题、工厂摆法问题要研究……加工订货，进料加工，来料加工，原则定下来，具体问题还要研究，最好搞个文件，经过讨论，发下去执行，首先在上海、广州、北京、天津把来料加工搞起来。总的意见，参观以后，看准了的东西，就要动手去干，不要议而不决，决而不行。看准了，就要抓落实。比如来料加工，不要议论议论、热闹热闹就完了，要切实落实，把它办起来。”这实际上是后来建立深圳、珠海经济特区的最早酝酿，也是对外开放实施“两头在外”战略的最初萌芽。

#### 開啟农村改革
1979年，在三中全会营造的宽松氛围下，很多地方的农民与基层干部自发搞起了“包工到组”、“包产到户”、“包产到组”等责任制。华国锋从技术和经验角度不赞成“包产到户”的做法，但在中央下发的文件中刻意保持了模糊，留下了操作空间。
1979年3月12日至24日，国家农委召开了农村工作座谈会，专门讨论建立健全农村生产责任制问题。国家农委副主任杜润生主持会议，安徽省农村政策研究室主任周曰礼介绍了安徽的责任制情况。会上围绕联产计酬，特别是包产到户问题进行了激烈争论，各方都无法取得共识。在杜润生授意下，国家农委与安徽省代表各起草了一份会议纪要稿。3月20日，中共中央主席华国锋不同寻常地取消了原定在理论工作务虚会上的讲话，专程前往出席这个级别不高的座谈会。华国锋自称是国务院副总理，农委会主任王任重建议他听取会议情况，并没有准备讲话，然而一讲就是2个小时，足见他对该问题的重视。华国锋从头到尾回避对两份会议纪要稿作出明确表态，但他以洞庭湖区农业生产的经验来证明集体的优越性。他说：“全国各生产队条件千差万别，管理办法不能一刀切，但分队、分组过小都是不利的，更不用说包产到户了。”他不反对个别百把户的生产队刻意分组作业，在落后地区的几户人家也可以到户。规定产量、质量，可以奖励，但坚持不能联产计酬。然而华国锋是从经验角度论证，也并未强调意识形态，给了与会者讨论的余地。当天，在听取杜润生的汇报后，华国锋要求王任重打电话找万里了解安徽的情况，万里表示周曰礼完全代表省委的意见，王任重听后让万里继续干下去，默认了万里的实验。4月3日，中共中央批转农委党组上报的会议纪要，即中共中央1979年第31号文件，纪要中提到：

目前多数地方，还是实行分组作业，小段包工，按定额计酬的办法。对这种办法，群众满意，没有要求改变的，就要继续实行，总结提高，把它进一步办好。还有的地方，基层干部和群众不同意实行联系产量责任制的，也不要硬性推广。……搞了包产到户的地方、分田单干的地方，要积极引导农民重新组织起来。……深山、偏僻地区的孤门独户，实行包产到户，也应当许可。现在春耕已到，不论采用什么形式的责任制，都要很快定下来，以便全力投入春耕。

华国锋和王任重两位领导人的讲话并未作为文件下发，而这份纪要文件虽然侧重强调发挥集体经济的优越性，但并没有硬性“纠偏”，无人受到批判。对于安徽的责任制试点也没有要求强行纠正。原本不合法的“包产到组”半合法化，对于被长期视为“走资本主义道路”的包产到户也开启了一个小小的口子，“偏僻地区”的“例外”也成为了后来农村改革潮流的突破口。

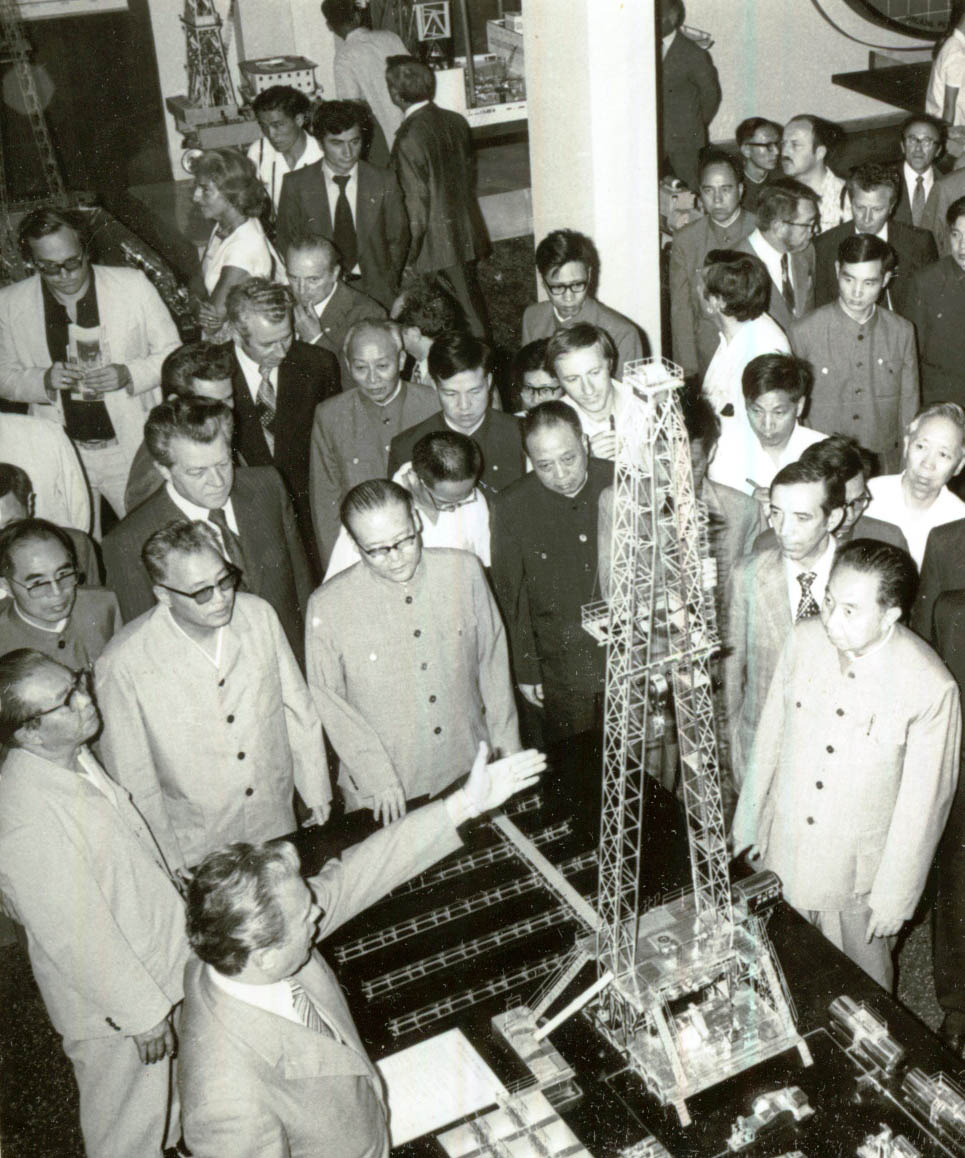
华国锋参观罗马尼亚企业“1 Mai”

另一方面，华国锋在1978年8月访问南斯拉夫后，对其农工联合企业非常感兴趣。包产到户事实上只是退回到过去的小农经营模式，不可能是中国农村长期的发展目标。华在看到南斯拉夫的农村的企业不仅搞农、牧、畜，而且还搞加工，有自己的营销渠道，深有感触，要求陪同他访问南斯拉夫的时任政治局候补委员，四川省委第一书记的赵紫阳在四川、北京试点创办这样的企业。这便是现代中国乡镇企业的起步。9月，赵紫阳带领全省200多位地、县委书记赴苏南考察，学习发展社队企业的经验。回省后成立省社队企业局，由省长鲁大东牵头兼任局长，在四川掀起发展乡镇企业的首轮高潮。如：重庆市郊区以26家国营小农场为基础办起长江农工商联合企业，同47个水果队、13个茶叶队联营加工、销售，大部分利润返还生产队和农民；若尔盖牧工商联合企业，将牦牛肉远销甘肃、青海，建立牛奶加工厂，返利给牧民。

#### 其他政策
华国锋执政期间，相继召开了中共十届三中全会、中共十一大和第五届全国人民代表大会。在五届人大上，通过了1978年的《中华人民共和国宪法》，宪法继续保留了“大鸣大放大辩论大字报”的四大自由，继续了1975年宪法党政不分的模式。同时期，国歌《义勇军进行曲》被填以新歌词，歌词以“我们万众一心高举毛泽东旗帜”为主轴，为华国锋“新长征”口号呐喊助威。
1977年，华国锋再度简化汉字，称为二简字，之后在邓小平主政期间的1986年被国务院废除，因而成为华国锋时期的标志符号。

### 失勢及晚年

#### “凡是派”式微
文化大革命结束后，中共中央副主席叶剑英支持资历深厚的邓小平回到中共最高决策层以稳定局面；而局面稳定后，“求是派”与“凡是派”展开权力斗争:45，主张“实践是检验真理的唯一标准”的邓小平渐渐在舆论和中共高层权力中获胜，而毛泽东式的领袖崇拜逐渐失去了光环:51。邓小平联合陈云、胡耀邦等指责华国锋的“两个凡是”是“极左路线错误”，他的领导地位受到挑戰，他的权力也在1978年中央工作会议、中共十一届三中全会后不断削弱，逐渐淡出中共核心领导集团。
1979年1月2日，华国锋找胡耀邦和胡乔木谈“注意当前社会上的政治动向问题”，谈了五个小时。1月3日，在中宣部例会上，胡乔木传达华国锋谈话内容时说：
|  | 当前党内党外存在着否定党的领导、否定社会主义制度、否定马列主义毛泽东思想的基本观点“三股风”，形势比1957年资产阶级右派猖狂进攻时还严重。（此后又加了一股“否定无产阶级专政”） |

#### 辭去中央領導職務
1980年2月，在中共十一届五中全会上，中共中央决定恢复中共中央书记处，胡耀邦任总书记，趙紫陽為中共中央政治局常委，并讓華國鋒親信中共中央副主席汪東興以及纪登奎、吴德、陈锡联辭職，开始改变权力高度集中于华国锋的格局。
8月政治局扩大会议以后，很多人提出华不宜担任中共中央主席、中共中央军委主席:386-387。基于党政分开的原则，在9月五届人大三次会议上，华辞去了兼任的国务院总理一职，由趙紫陽接替。10月20日，胡耀邦掌控的中共中央书记处决定，在今后二三十年内，一律不准挂现任中央领导人的像，以利于肃清个人迷信。10月23日，中共中央发出《转发华国锋同志的信的通知》。要求今后在公共场所不再悬挂华国锋的像和题词。
11月10日至12月5日，中共中央政治局连续召开9次会议，讨论华国锋过去四年的执政问题:455。陈云認為，華國鋒不適合當主席。胡耀邦認為，华国锋对毛泽东晚年错误采取全盤繼承的态度，继续以阶级斗争为纲，肯定文化大革命，并要华国锋辞去中共中央主席、中共中央军委主席职务。同时李先念等人也在会上向华提出批评，华作了许多解释和自我辩护，会议一再延长。叶剑英在会上检讨自己之前对华国锋作了过高的赞誉，对华国锋愚忠愚义，有“周公辅成王”的封建思想:391，还说：“如果国锋同志不愿意承担责任，那就由我承担好了。”叶剑英此言既出，华不再辩解，表示接受批评并提出辞职:458。会议最后决定，华不再主持中央工作，并决定将向六中全会建议：同意华辞去中央主席、军委主席，选举胡耀邦为中央委员会主席，选举邓小平为中央军事委员会主席。会后中央政治局向党内通报华国锋犯下的五条错误：“一、提出了完全违背马克思主义的‘两个凡是’的错误观点；二、继续‘文化大革命’的错误观点；三、阻挠平反冤假错案和为老干部恢复工作；四、制造新的个人崇拜；五、经济冒进，犯了主观唯心主义的错误。”:459-460
1981年元旦，华国锋拒绝出席中共中央新年茶话会。在1981年6月召开的十一届六中全会上，华的中央主席、军委主席的辞呈得到批准，在中共中央政治局常委中，华仅象征性担任排名最后的中共中央副主席。
在1982年9月中共十二大上，华国锋當選中央委員，但不再列於中央政治局候選名單，完全退出中共中央领导层:582:46。
从1982年到1997年的四次党代表大会他都选进中央委员会，是担任中央委员会委员职务时间最长（第九届到第十五届）的领导人:465。退休后的华国锋居住在北京西皇城根南街9号院。尽管他很少露面，深居简出，但在党内仍然受到尊重，是唯一一个全票在中共十五大上当选中央委员的候选人。在1997年产生的中国共产党第十五届中央委员会里，只有2名年龄过了70岁的，一个是华国锋，另一个是江泽民。2002年11月举行的中共十六大，由于年事过高，华国锋没有作为中央委员会委员候选人，但他仍是十六大代表。华国锋请了病假，没有参加会议。2007年10月，华国锋出席了中共十七大。

#### 去世
2008年8月中旬，香港《明报》引述消息人士称华国锋病重入院，8月20日12時50分因病医治无效在北京逝世，享年87岁。官方新华社发悼文指华国锋是“中国共产党的优秀党员，久经考验的忠诚的共产主义战士，无产阶级革命家”。追悼会在8月31日于八宝山革命公墓举行。时任中共中央总书记胡锦涛、前中共中央总书记江泽民等时任和前任领导人到八宝山革命公墓送别。當天华国锋遗体在八宝山革命公墓火化。

## 个人作风

### 实际重於理论
华国锋从地方到中央长期在政府工作，分管过文教、农业、财贸、科技等，意识形态色彩较淡，对理论问题并不熟悉。1970年代毛泽东南下视察湖南时曾批评华国锋：“你满脑子是农业，我满脑子是路线斗争，两个司令部的问题。要抓路线。路线不对，抓了农业也不行，脑袋掉了还不知为什么。”
粉碎“四人帮”后，华国锋的关注点也是经济建设而非“阶级斗争”，华主政的两年内除了揭批“四人帮”外再无任何以“阶级斗争”为主题的运动。1978年11月，华在中央工作会议上谈到自己的考量：
|  | ……对于“双打”也曾考虑自上而下和自下而上搞一下运动……对这个问题，考虑了多次，认为这样做不好，因为一提要搞运动，领导精力又会集中到运动上去，就会影响各省各市抓现代化建设……各省市可以根据自己的情况搞一下运动，打击一批已经明确的分子……全国不采取这个办法，不是半年就是一年，全党还是应该集中精力搞好现代化。 |

华国锋对毛泽东路线的策略性继承也是出于这一观念，其政治话语与政治实践往往有很大偏差，胡耀邦后来批评华国锋：
|  | ……可是国锋同志在粉碎“四人帮”后讲的却是另外的东西，什么基本路线，什么阶级斗争为纲，什么全盘肯定“文化大革命”，什么“继续革命”等等。但也不会是真心话。这里面就产生了一个实用主义的问题。这就是要害的地方。国锋同志在对待毛泽东同志的问题上，是拣他需要的，只顾眼前，不顾后果，只考虑个人得失，不考虑党和国家安危。这是一种典型的实用主义，这很不好。 |

### 民主与包容
对比毛泽东等其他中共历史上的最高领导人，华国锋是较为开明的一位领袖。其在中央工作的短短几年里便得到了很多老同志的肯定。1976年10月6日，在逮捕“四人帮”当晚的政治局紧急会议上，华推举叶剑英为中共中央主席、中央军委主席，叶推辞说：“你为人实在、讲民主、尊重老同志，你应该担起转折重任。”
1978年初，理论界出现了大量不同的声音，各种议论蜂起，中宣部希望华国锋出面谈一下理论问题，以统一思想。华国锋回应道：“现在议论多，思想活泼，知识分子从‘臭老九’变成了‘香老三’，又一步登天了，成了工人阶级自己的一部分。”诸如“资产阶级法权”、“按劳分配”等理论问题，华认为讲早了不好，应当让大家讨论，各抒己见，若是自己讲早了，人们就会认为党中央主席讲了而不好说话了。中宣部负责人再三请华讲一讲争论的问题，华依然坚辞：具体争论的问题，思想不一致，讲早了不好，思想问题有针对性的可以讲一点 。
1978年5月11日，《实践是检验真理的唯一标准》在光明日报刊发，掀起了对“真理标准”的讨论，即「真理标准大讨论」。7月4日，华国锋与胡耀邦和谭启龙进行谈话，胡耀邦作为“真理标准”文章的组织者，被反对者批评是在“砍旗”，华国锋对此表示反感：“现在有一种苗头，动不动就说矛头对准谁，就说你要砍旗子。这样说，你叫人家怎么办呢？胡耀邦说，我们搞‘四不（不戴帽子、不打棍子、不抓辫子、不装袋子）’。有人爱整人，结果整到自己头上。”8月18日，胡耀邦在中央党校介绍了一个情况：“王任重问华主席，实践是检验真理的标准是怎么回事？华主席说，这是一个重要的问题，要搞清楚，从团结的愿望出发，达到团结。”华承认“真理标准”是“一个重要问题”，要求“要搞清楚”，不仅包容了这场讨论，同时对这场讨论给予了支持。
1978年11月至12月召开的中央工作会议及12月召开的十一届三中全会，是中国共产党历史上最为民主的会议。华国锋同志在会上讲：“我是下了决心叫大家讲话，既然把大家请来了，就要让大家讲话，集思广益。”中央工作会议一开始，不少与会者便提出解决历史遗案的问题，并对“两个凡是”等问题提出批评，直指中央副主席汪东兴，同时也间接触及华本人，会议气氛尖锐而激烈。华国锋对此并没有采取压制和对立的态度，反而多次肯定会议发扬民主，开得生动活泼。大家各抒己见，畅所欲言，“这样敞开思想讨论问题，是很好的”。他主持常委会和政治局会议，接受与会者提出的许多意见，当即决定为与会者提出的一些重大历史遗留问题平反或重新处理，如毛泽东钦定的“六十一人叛徒集团案”、彭德怀、陶铸等，对康生和谢富治进行审查。而对于与会者意见较多的中央提交会议的两个农业文件，他采纳与会者意见，将稿子下发全党讨论，再交下一次全会决定。而对于争议最大的“两个凡是”问题，华国锋主动承担责任，作出检讨：“（两个凡是）在不同程度上束缚了大家的思想，不利于实事求是地落实党的政策，不利于活跃党内的思想。我的讲话和那篇社论虽然分别经过政治局讨论和传阅同意，但责任应该主要由我承担。在这个问题上，我应该做自我批评，也欢迎同志们批评”。
1978年末至1979年初，以“西单民主墙”为代表，北京的民主运动开始兴起。1979年新年后，“西单民主墙”和民办刊物的政治抨击愈发激进，且有利用上访闹事事件的趋势，各地政府纷纷告急，中央领导层的担忧越来越大。1979年1月2日，华国锋找胡耀邦和胡乔木谈“注意当前社会上的政治动向问题”，谈话长达5个小时。此时华国锋虽然关注当前的思想动向，但也担心“翻烧饼”。华国锋表示：
|  | 要坚定不移地把我们党和国家的民主生活搞起来，这是三中全会决定的一条政治方针，是坚定不移的。这应当是我们考虑问题的前提。现在我们要避免出现1957年那种反复（反右运动）。千万要防止“翻烧饼”：当发扬民主时，号召大家鸣放，出了问题，接着又来个反无政府主义。要很好地引导党员和干部，各级党委、报刊要引导我们的民主生活健康地、有秩序地发展，避免走弯路。 |

第二天（1月3日），胡耀邦、胡乔木在中宣部例会上传达了华国锋的谈话内容。胡耀邦在会上强调华国锋极力反对“反右”：
|  | 昨天在华主席那里谈了五个小时，是交谈的方式。……华主席特别要求，掌握全国的政治、思想动态，看出总趋势。……现在形势很好，不要使某些地方、环节发生误解、错觉、偏差。……华主席特别强调说，无论如何不要反右派。 |

1980年8月30日至9月10日，第五届全国人大三次会议在北京举行，同时举行了五届全国政协第三次会议（8月28日至9月12日）。会里会外透漏着前所未有的民主、开放的新气象。会议之前，一直树立在天安门广场人民英雄纪念碑前的马克思、恩格斯、列宁、斯大林、毛泽东的巨幅画像被拆除移走；会前，中共中央邀请各民主党派和无党派人士连续三天举行民主协商会，由华国锋通报即将召开的五届三次人大会议的各项议程，介绍人事变动的考虑，征询党外人士的意见，凸显民主协商的色彩；大会副秘书长曾涛举行会前记者会，各项议程都公开。驻京的外国记者和二百多名各国外交官以及几千名国内旁听者参加了8月28日和8月30日召开的政协和人大开幕式，这是16年来的第一次。此外，主席台上并列悬挂的毛泽东与华国锋的领袖像被换成了国徽；中央领导不再在代表的掌声中步入会场。会议的民主气氛集中表现为人大代表和政协委员们就政府工作中一系列问题直言不讳地质询、批评和建议。例如与会者对1977年特别是1978年的“洋冒进”政策的进行了抨击。此外与会者对宝钢的集中质询也值得注意，9月4日，冶金部部长唐克、副部长叶志强、周传典到北京代表团当面接受质询并作出说明，唐克承认宝钢建设有教训。这场质询会引起很大反响，后续又在代表要求下召开了多场质询会。代表们当面批评和质询政府官员反映了代表们民主意识的高涨，而人民日报将各场质询会的细节披露，也是中国政治少有的透明。这些改变甚至得到了外国记者的纷纷肯定。
对于华国锋在中央工作会议及十一届三中全会的表现，当年的与会者都给予了很高的评价。胡耀邦之子胡德平在回忆这段经历时提到胡耀邦当时的感想：
|  | 1978年11月25日晚，耀邦同志回到家，高兴地谈到他的感想：中国人民遭到的痛苦和灾难换来了今天整个民族的觉醒。什么叫“先知先觉”？其实只有一个意思，就是思想领先一筹，行动先走一步，原来不想向前走的人也要跟着走这一步……在一个堤坝上，华主席一锄头打开一个缺口，历史的潮流究竟把缺口冲破多大，这就完全要看人民的力量了，谁也不能事先估计到。 |

“实践派”的代表人物之一，时任人民日报主编胡绩伟晚年在自述中称：
|  | 他（华国锋）对于自己这个重大错误（“两个凡是”问题）是在党内做了自我批评的……回过头来冷静地衡量一下，在他作为党的主席的短短时期内，就他的一个很重要的政治品德来说，毕竟是我们党的历史上一位比较开明比较民主的最高领袖。 |

## 著作
五〇年代
- 《克服右倾思想，积极迎接农业合作化运动高潮的到来》1955年
- 《充分研究农村各阶层的动态》1955年
- 《在合作化运动中必须坚决依靠贫农》1955年
- 《论周小舟右倾反党集团的政治基础》1959年

七〇年代
- 《全党动员，苦战五年，为普及大寨县而奋斗》在全国农业学大寨会议上的总结报告，1975年10月15日
- 《接见山东湖北江苏上海等省市及南京武汉济南部队领导同志的讲话》1976年10月7日
- 《在第二次全国农业学大寨会议上的讲话》1976年12月25日
- 《在全国工业学大庆会议上的讲话》1977年5月9日

全党工作
- 《在中国共产党第十一次全国代表大会上的政治报告》1977年8月12日人民出版社
- 《在中共中央党校开学典礼上的讲话》1977年10月10日
- 《在中央工作会议上宣布中央政治局的若干决定》1978年11月25日

政府工作
- 《团结起来，为建设社会主义的现代化强国而奋斗》在五届人大一次会上政府工作报告，1978年人民出版社
- 《在第五届全国人民代表大会第二次会议上的政府工作报告》1979年人民出版社
- 《在第五届全国人民代表大会第三次会议上的讲话》1980年9月7日，《人民日报》1980年9月15日第1版

## 个人生活

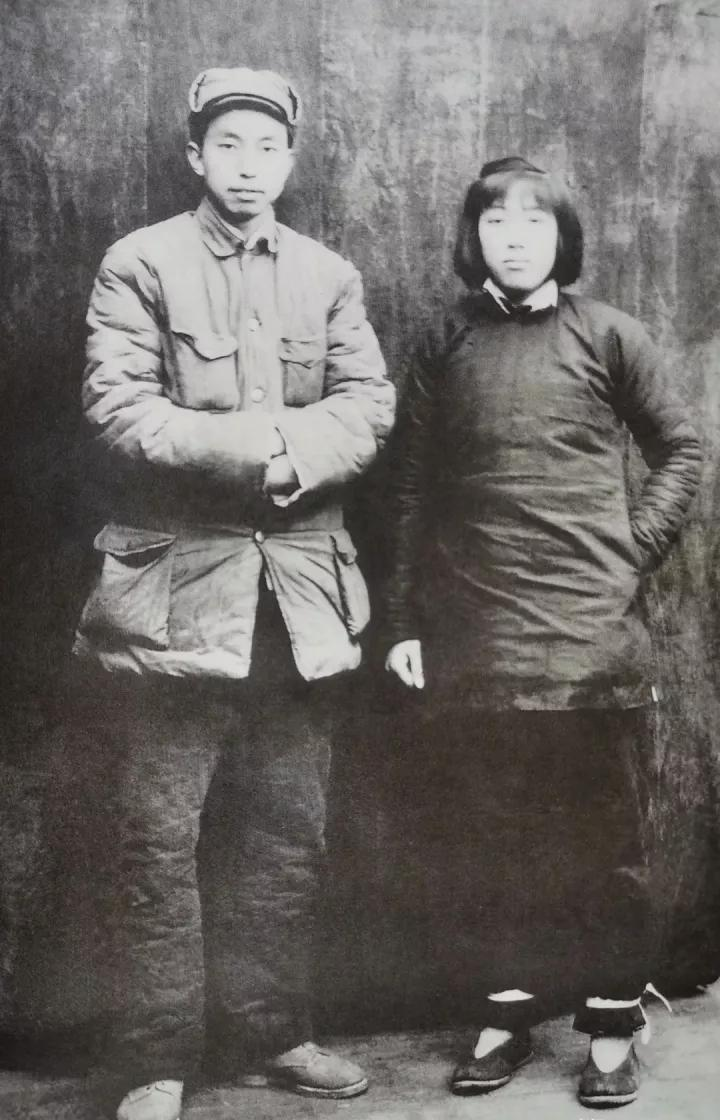
1949年，华国锋与韩芝俊结婚

华国锋的父亲苏庆惠原为山西省交城县隆盛裕皮坊的学徒，成为东家王酋的二女婿后，升为二掌柜。苏庆惠和王二女共育有四子，长大成人的只有三子和四子:109。
华国锋的夫人为韩芝俊（1930年2月21日—），两人于1949年1月结婚。育有四名子女。韩芝俊1975年出任中国轻工业进出口公司政治部主任，1980年离休。
- 长子苏华，空军某部的一位将军，已退休。
- 次子苏斌，毕业于中国人民解放军国防大学，近十年来主要从事房地产开发、股权投资和企业收购兼并。2005年至2009年任中国煤炭暨焦炭投资基金联席主席；2007年起任香港能源矿产联合会的名誉主席。2011年，担任金山能源非执行董事[125]。
- 长女苏玲，曾在長沙工學院電子工程系讀大學，在民航总局空中交通管理局任党委常委、工会主席，2008年任全国政协委员[126]。
- 次女苏莉，國務院機關事務管理局局级幹部，担任过其父亲的生活秘书[6]:133。

华国锋为人谦虚谨慎、廉洁亲民。无论是担任县委书记，还是中共中央主席，他总是保持与生俱来的“平民情节”，普通百姓对他往往持好感。据中央警卫部队退役士兵回忆，他在担任主席时，仍经常自己洗衣服、并带领战士进行大扫除。对下属不乱发脾气、保持和蔼可亲；对工作人员签字合影总是有求必应:134。唐山大地震时，身为国务院总理的华国锋率先亲临救灾现场:133。
1977年9月22日，时任中共中央主席的华国锋在中共北京市委第一书记吴德的陪同下来到北京红星养鸡场和实验猪场视察。1978年11月间，中共中央党校二部组织第二期50多名学员前往该厂参观机械化养猪。在该厂的会议室内，华国锋在前段时间视察时用过的热水瓶、茶杯等物品被陈列在一个特别的玻璃橱柜中让人参观。回校后，中央党校学员、上海第二医学院副院长王立本经过反复考虑，于12月29日致信华国锋，认为这种做法不利于恢复、继承和发扬党的优良传统和作风。华国锋在收到信后立马让时任中共北京市委第一书记的林乎加处理此事。养猪场的有些同志一开始并不同意撤去，但经过学习后都同意了撤去陈列品。随后华国锋亲笔给王立本回信：“……今后遇有类似情况都照此办理，以继承发扬我党的优良传统。”1979年1月18日，胡耀邦在中央党校的结业会上向大家宣读了此事的经过和两封信的内容，告诫所有人应当纠正这种过去封建的做法。1979年9月28日，光明日报在头版以“此风大可长”为标题刊登了此事。晚年的他闭口不谈政治，非常低调。
华国锋酷爱书法，写得一手过硬的颜体。毛主席纪念堂匾名、交城城内小学校名均为华题写。晚年隐居的他，潛心研究锻炼笔墨，并与书法家李铁梁、姚俊卿为友。华国锋在赋闲以后，還喜爱看日本动画片《铁臂阿童木》。

## 评价
对于华国锋的评价，常常因时局和评论者立场不同而有所变化。就“粉碎四人帮”、“终止文化大革命动乱”的努力上，主流媒体和舆论认为他的功劳甚大，特别是在怀仁堂事变中的领导作用，并因此在文化大革命后，获得极高的政治声誉。然而，在认定文化大革命本质问题、中国发展的意识形态问题（比如继续宣扬个人崇拜的思想和容许制造新的个人崇拜），他受到当时反对派的质疑和攻击；以及在党内中央高层资历上，华国锋无法与邓小平、陈云等为首的元老相匹，最终选择下野并低调度过晚年。
由于从未有过「指导思想」，华国锋被称为「过渡期领导人」。1989年5月31日，邓小平谈及华国锋时，称“华国锋只是一个过渡，说不上是一代，他本身没有一个独立的东西，就是‘两个凡是’。”1980年3月，在邓小平主持下，中国社会科学院院长胡乔木与副院长邓力群组织起草《关于建国以来党的若干历史问题的决议》，对华国锋作出了一正五负的官方评价：

他在粉碎江青反革命集团的斗争中有功，以后也做了有益的工作。但是，他推行和迟迟不改正“两个凡是”的错误方针；压制一九七八年开展的对拨乱反正具有重大意义的关于真理标准问题的讨论；拖延和阻挠恢复老干部工作和平反历史上冤假错案的进程；在继续维护旧的个人崇拜的同时，还制造和接受对他自己的个人崇拜。……对经济工作中的求成过急和其他一些左倾政策的继续，华国锋同志也负有责任。很明显，由他来领导纠正党内的左倾错误特别是恢复党的优良传统，是不可能的。

官方的这一历史评价是在邓小平促使华国锋下台的历史背景下做出的，其中一些结论并不完全符合历史事实，如：“两个凡是”并非华所推行，1977年4月以后华的任何发言稿和官媒都一律不再出现“两个凡是”；华在粉碎“四人帮”当月即在会上要求请邓小平出山，而如胡耀邦、胡绩伟等老干部，也都是由华亲自请他们出来工作的；著名的“内人党”案以及毛泽东钦定的“六十一人叛徒集团案”等皆为华国锋亲自批示平反翻案的；华从未压制过真理标准问题的讨论，反而一定程度上对讨论保持包容开放，甚至是支持的态度；经济上的“洋冒进”政策是和邓小平、李先念等中央领导同志共同决定的，并非华国锋一人之过。决议的起草者邓力群晚年在自述里对华国锋表示了某种歉意：
|  | 现在回过头来看，我当时对华国锋的评价，其中也有若干意见有失公允。这样说吧：为了拱倒一个人，不论是大人物，还是小人物，就把他的差错统统列上，其中有些并不是政策原则上的问题，讲一下也可以，但讲得过于上纲了。 |

2008年华国锋逝世，中共中央在新华社发布的《华国锋同志生平》中给予了华国锋很高评价，并未再提到两个凡是：
|  | ……华国锋同志在70年的革命生涯中，对共产主义崇高理想和伟大事业坚贞不渝，对党和人民无限热爱，始终以党的事业为重，为民族的独立、人民的解放和社会主义革命、建设事业奉献了毕生的精力。他党性原则强，自觉维护团结，顾全大局，不计较个人得失，光明磊落，作风正派。……1976年10月6日，华国锋和叶剑英等同志代表中央政治局，执行党和人民意志，采取断然措施，一举粉碎“四人帮”，挽救了党，挽救了中国社会主义事业，推动党和国家事业翻开了新的一页。华国锋同志在粉碎“四人帮”这场关系党和国家命运的斗争中起了决定性作用。党和人民永远不会忘记他作出的重要贡献。粉碎“四人帮”后，华国锋同志担任中共中央主席、中央军委主席、国务院总理等职务。他先后主持了党的十届三中全会、十一大和十一届三中全会等重要会议。他在老一辈革命家的支持下，拨乱反正，恢复党和国家政治生活的正常秩序，动员组织广大干部群众积极投入经济建设等各项工作，揭发批判“四人帮”的罪行，清查他们的帮派体系，取得了很大成绩。他根据广大干部群众的要求，开始复查、平反冤假错案，逐步为一部分干部落实政策。他提出要千方百计把经济搞上去，使工农业生产得到比较快的恢复和发展。在他的推动下，教育科学文化工作开始走向正常，外交工作取得了新的进展。华国锋同志在领导揭批“四人帮”和动员全党全国各族人民建设社会主义现代化事业方面作出了很大努力。 |

中共中央所发布的《生平》一文，实际上对在《关于建国以来党的若干历史问题的决议》中的华国锋的评价作出了修正，在《决议》基础上肯定了华国锋在粉碎“四人帮”问题上的决定性作用，纠正了《决议》中一些较为片面的评价。
2021年2月20日，纪念华国锋同志诞辰100周年座谈会在人民大会堂举行。中共中央政治局常委、中央书记处书记王沪宁出席并讲话，中共中央政治局常委、国务院副总理韩正出席。王沪宁在讲话中同样高度评价了华国锋。

## 纪念
按照华国锋“魂归故里、不占耕地”的遗愿，在山西省交城县风景区卦山南麓建立其墓地。始建于2009年4月，2011年11月落成，属于交城生态公园的一部分。华国锋陵墓原来由华国锋陵园、华国锋纪念广场、华国锋纪念馆三部分组成。但因媒体称华陵铺张浪费，引起了政府重视。华国锋纪念广场改为吕梁人民英雄纪念广场，华国锋纪念馆也改成了晋绥八分区革命历史纪念馆。华国锋陵墓设计参仿为孙中山建设的南京中山陵，坐北朝南，依山而建，居高临下，俯视交城。花岗岩石级共365级，两侧白玉栏杆相护。最顶墓碑为花岗大石鼎，正看如H，取“华”字汉语拼音开头大写字母，既喻华国锋，也有中华之意；鼎高5.5米，寓意华国锋55岁成为中共中央主席。在建筑陵墓时，当地政府承认承担巨大压力，一方面建造奢侈有悖华国锋一贯俭朴作风；另一方面也希望陵墓能够为交城带动旅游、提高城市品牌和地位。吕梁革命纪念广场上有华国锋巨型塑像。。
随着对华国锋的纪念逐渐公开化，2014年8月8日开播的电视剧《历史转折中的邓小平》在中国影视作品中首次出现了华国锋的形象。剧中曾红生飾演华国锋。
2011年2月16日，华国锋诞辰90周年时，人民日报发表了由中共中央党史研究室撰写的纪念文章。
2021年2月20日，纪念华国锋同志诞辰100周年座谈会在北京人民大会堂举行。中共中央政治局常委、中央书记处书记王沪宁出席并讲话，中共中央政治局常委、国务院副总理韩正出席。